# Station Thatcham
Thatcham is een spoorwegstation van National Rail in Thatcham, West Berkshire in Engeland. Het station is eigendom van Network Rail en wordt beheerd door Great Western Railway. Het station is geopend in 1847.